# Asan Khurd
Asan Khurd là một thị trấn thống kê (census town) của quận Panipat thuộc bang Haryana, Ấn Độ.

## Nhân khẩu
Theo điều tra dân số năm 2001 của Ấn Độ, Asan Khurd có dân số 8064 người. Phái nam chiếm 55% tổng số dân và phái nữ chiếm 45%. Asan Khurd có tỷ lệ 82% biết đọc biết viết, cao hơn tỷ lệ trung bình toàn quốc là 59,5%: tỷ lệ cho phái nam là 88%, và tỷ lệ cho phái nữ là 75%. Tại Asan Khurd, 9% dân số nhỏ hơn 6 tuổi.